# Julián Cuenca
Julián Cuenca Sánchez (Madrid, 14 novembre 1923 – 3 febbraio 1969) è stato un calciatore spagnolo di ruolo centrocampista.

## Carriera
Giocò per sette stagioni con l'Atlético Madrid (denominato fino al 1946 Atlético Aviación) e nel 1950 si trasferì al Deportivo La Coruña, dove giocò fino al 1957.

## Palmarès

### Club

#### Competizioni nazionali
- Copa Presidente FEF: 1

Atlético Madrid: 1947
- Primera División spagnola: 1

Atlético Madrid: 1949-1950